# Gewone oprolpissebed
De gewone oprolpissebed (Armadillidium vulgare) is een pissebed uit de familie Armadillidiidae. De wetenschappelijke naam van de soort werd gepubliceerd in 1804 door Latreille.

## Beschrijving
De oprolpissebed is een schaaldier dat op het land leeft. Het diertje kan een lengte van 18 millimeter bereiken. Ze zijn in staat zich op te rollen tot een balletje wanneer ze gestoord worden. Dit vermogen, samen met zijn algemene uiterlijk, geeft ze in het Engels de naam 'pill-bug'. Dit gedrag zorgt ook potentieel voor verwarring met oprollers, dat zijn echter miljoenpoten zoals bijvoorbeeld de soort Glomeris marginata en dus geen familie.

## Algemeen
A. vulgare is in staat om drogere omstandigheden te weerstaan dan veel andere pissebedsoorten, het verspreidingsgebied is slechts beperkt tot kalkrijke gronden en kustgebieden. Het voedsel bestaat hoofdzakelijk uit rottend plantaardig materiaal maar ook korstmossen en algen staan op het menu. 
Bij lage temperaturen warmen ze zich aan de zon en bij hogere temperaturen zoeken ze de schaduw op, temperaturen lager dan -2 °C  of boven 36 °C zijn dodelijk voor het dier. In de winter kunnen ze echter een soort winterslaap houden waardoor ze nog lagere temperaturen kunnen weerstaan.

## Afbeeldingen

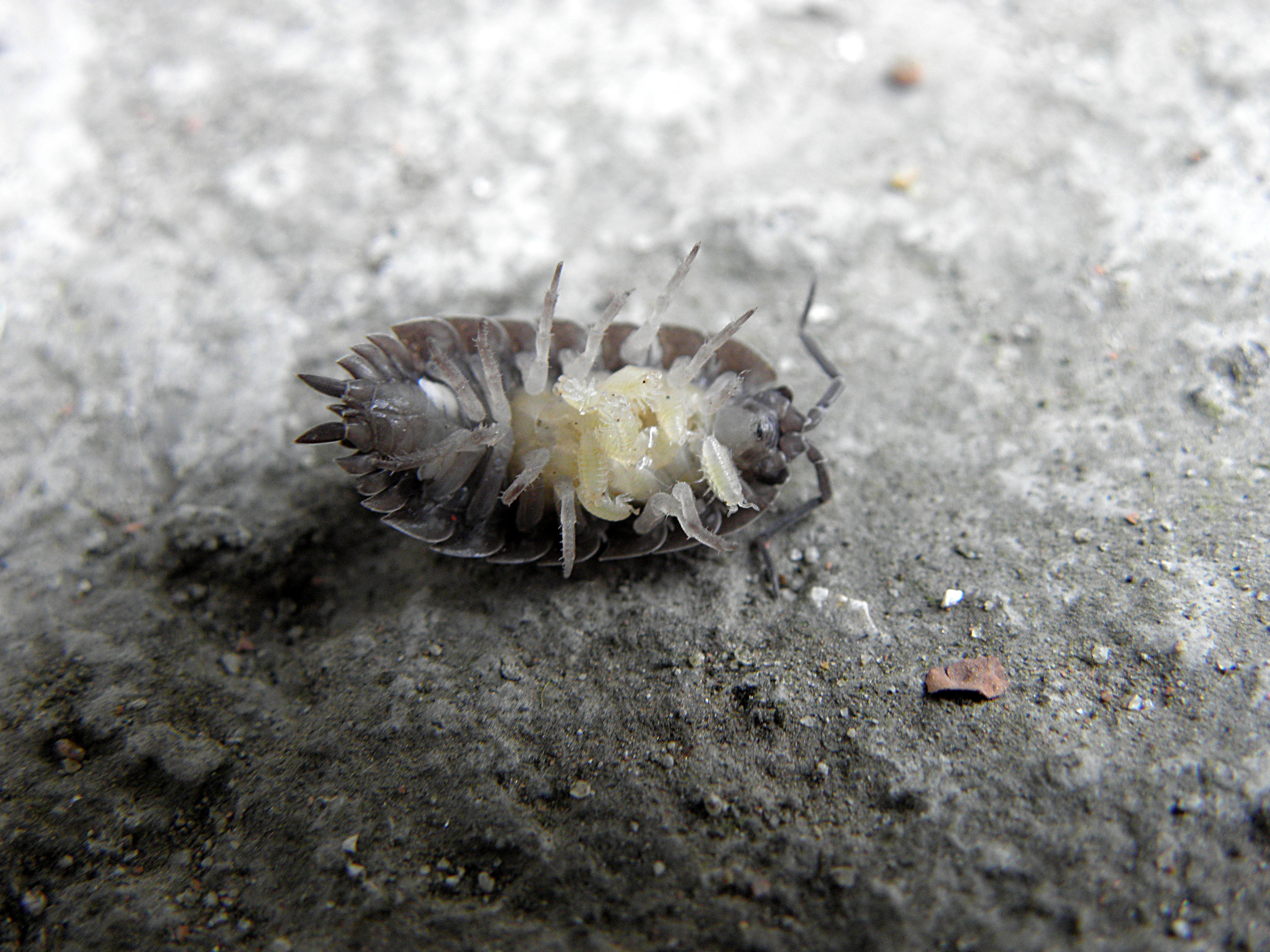
met jongen
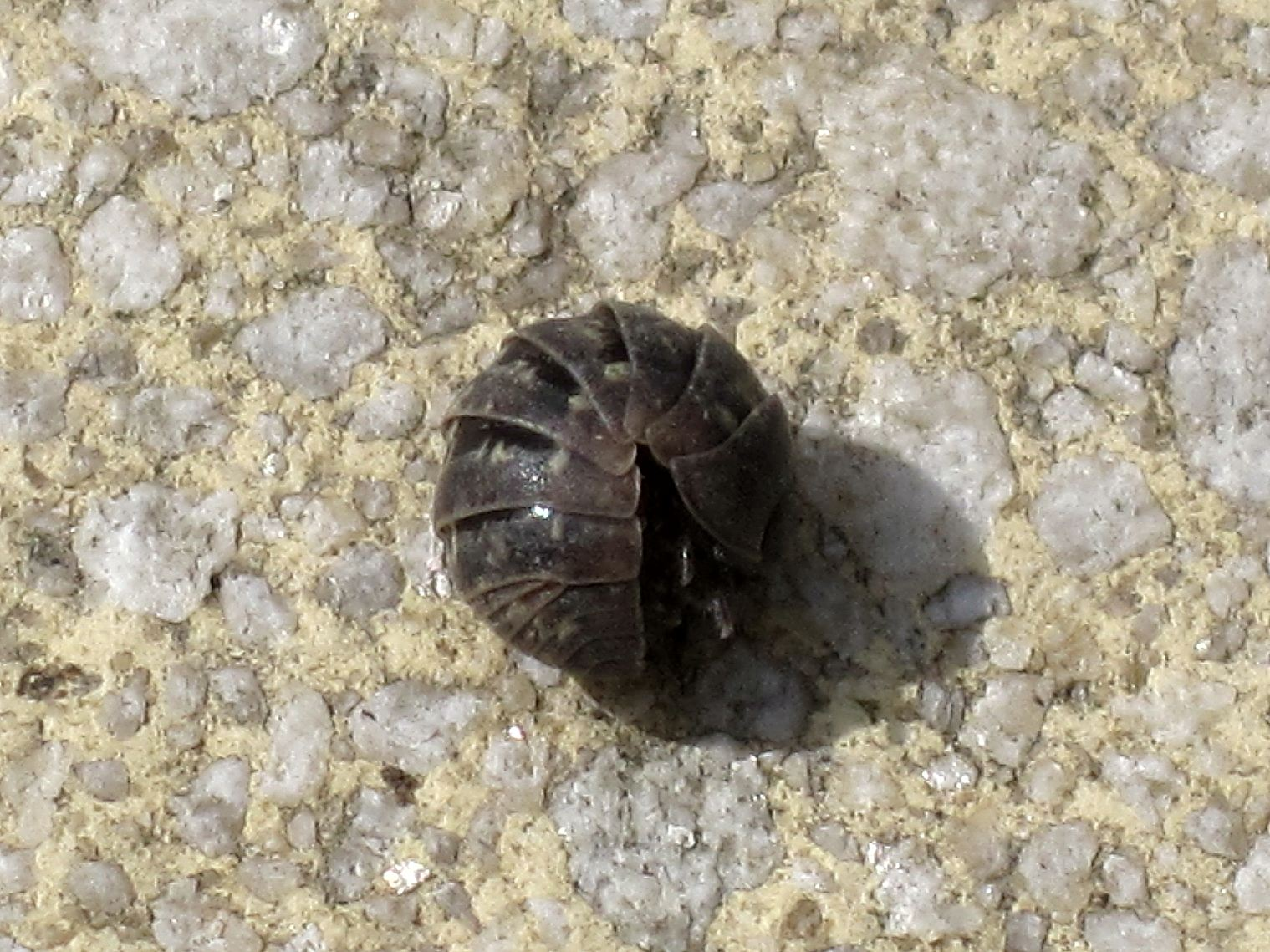
opgerold
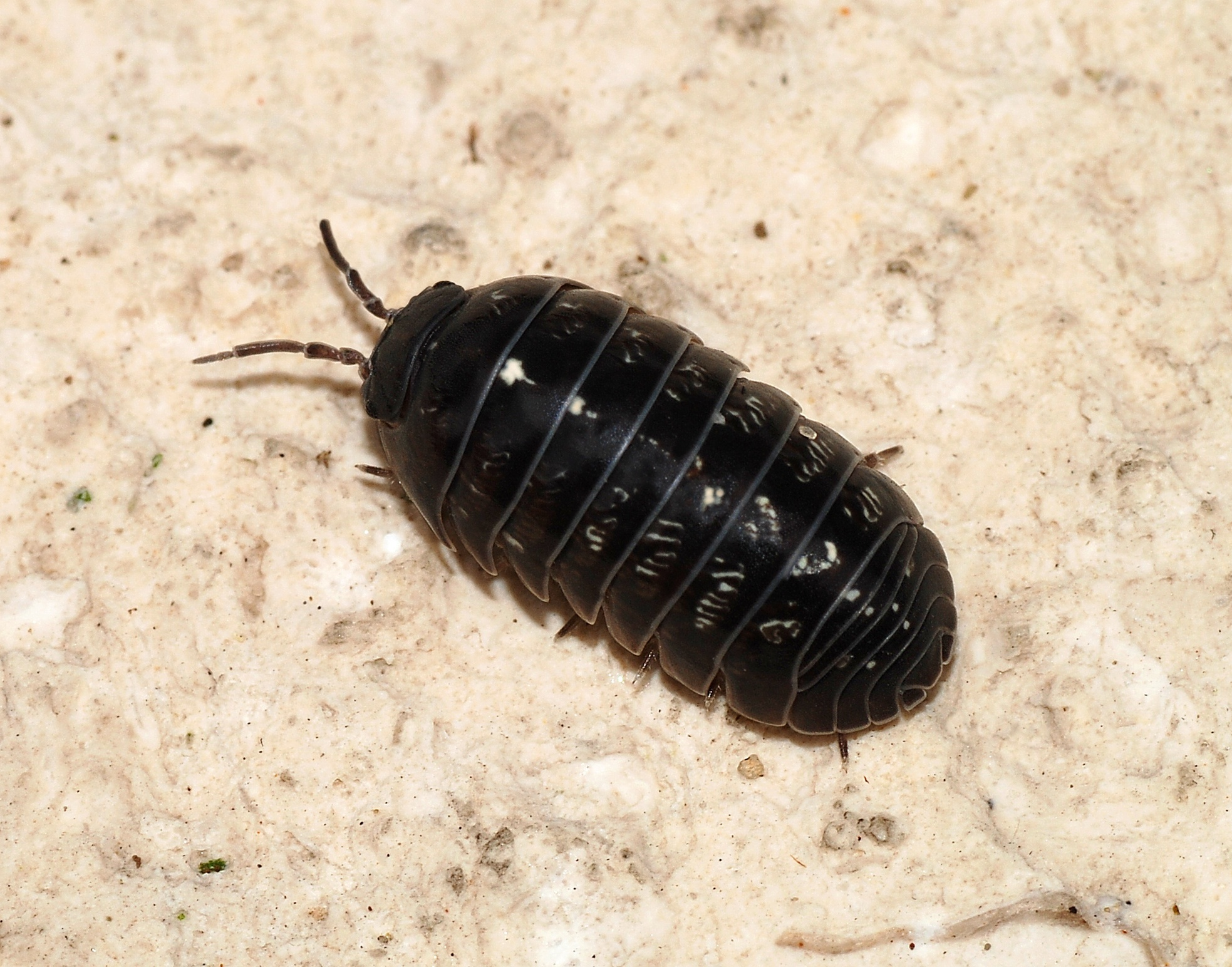
van boven
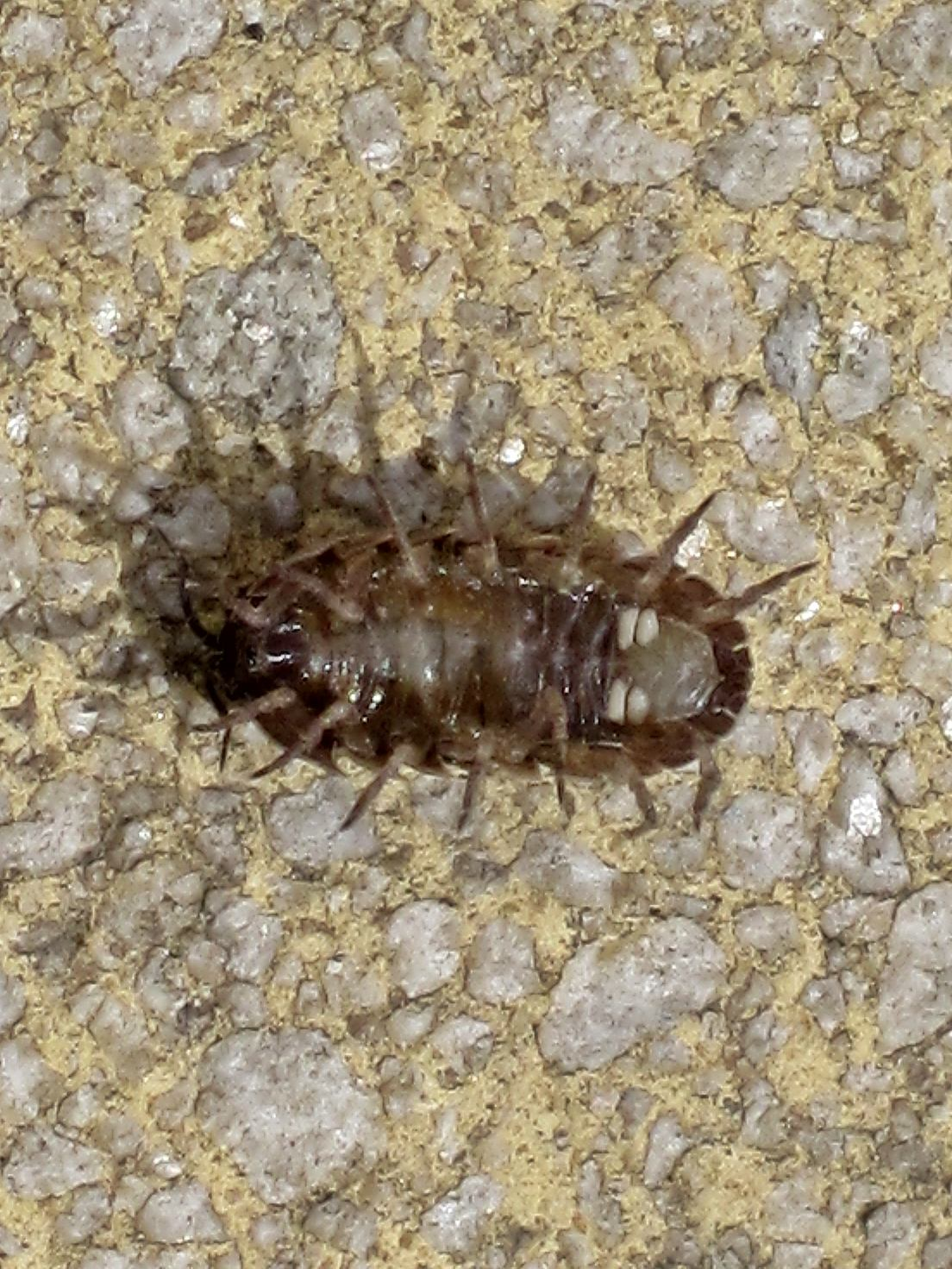
onderkant